# 克里斯蒂安·佐尔齐

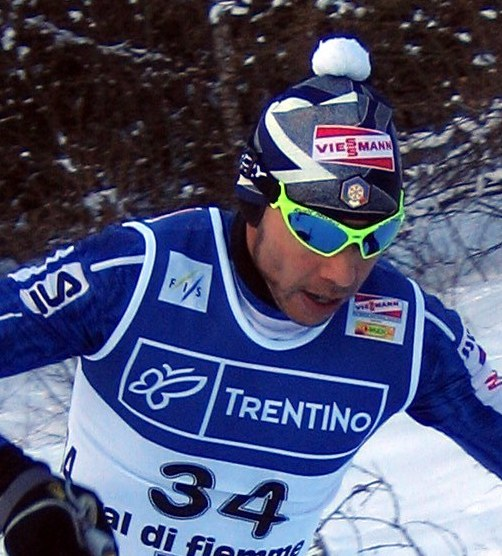
克里斯蒂安·佐尔齐

克里斯蒂安·佐尔齐（義大利語：Cristian Zorzi，1972年8月14日—），意大利男子越野滑雪运动员。他曾代表意大利参加2002年、2006年和2010年冬季奥林匹克运动会越野滑雪比赛，共获得一枚金牌、一枚银牌和一枚铜牌。